# Karol Borsuk

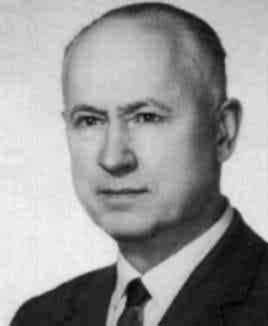
Karol Borsuk

Karol Borsuk (Warschau, 8 mei 1905 - aldaar, 24 januari 1982) was een Pools wiskundige. Hij werkte voornamelijk op het gebied van de topologie.
Borsuk introduceerde de theorie van de absolute retracts (ARs), de absolute neighborhood retracts (ANRs) en de cohomotopiegroepen, later ook wel Borsuk-Spanier cohomotopiegroepen genoemd. Hij was ook de opsteller van de zogenaamde vormentheorie. Hij heeft verschillende mooie voorbeelden van topologische ruimten geconstrueerd, zoals een acyclische, 3-dimensionale continuüm die een dekpunt-vrij homeomorfisme op zichzelf toelaat; ook 2-dimensionale, samendrukbare veelvlakken zonder vrije rand. Zijn topologische en meetkundige vermoedens en thema's hebben het wiskundig onderzoek meer dan een halve eeuw gestimuleerd.
Borsuk promoveerde in 1930 aan de Universiteit van Warschau bij Stefan Mazurkiewicz. Hij was sinds 1952 lid van de Poolse Academie van Wetenschappen. Enige van zijn studenten zijn Samuel Eilenberg, Krystyna Kuperberg en Włodzimierz Kuperberg.

## Werken
- (pl)  Geometria analityczna w n wymiarach (1950)
- (pl)  Podstawy geometrii (1955)
- (en)  Foundations of Geometry (1960) met Wanda Szmielew, uitgegeven door North Holland
- (en)  Theory of Retracts (1966)
- (en)  Theory of Shape (1975)